# Bajo el volcán (novela)
Bajo el volcán es una novela, en parte autobiográfica, escrita por el escritor inglés Malcolm Lowry en 1947. Raúl Ortiz y Ortiz realizó la primera traducción al español en 1964 para Ediciones Era. Lowry empezó a escribir la obra cuando tenía 26 años y tardó diez años en finalizarla. Es considerada como su obra maestra y como una de las mayores obras de la literatura de todos los tiempos. En el año 1999 la editorial Modern Library incluyó a la novela en el puesto undécimo de su lista de las 100 mejores novelas en habla inglesa del siglo XX.
La acción de la novela transcurre en el año 1938, en el Día de Muertos y narra lo que acontece a Geoffrey Firmin, un excónsul británico alcoholizado, en la ciudad mexicana de Cuernavaca. Ese día le acompañan su exmujer Yvonne y su hermanastro Hugh.

## Contexto

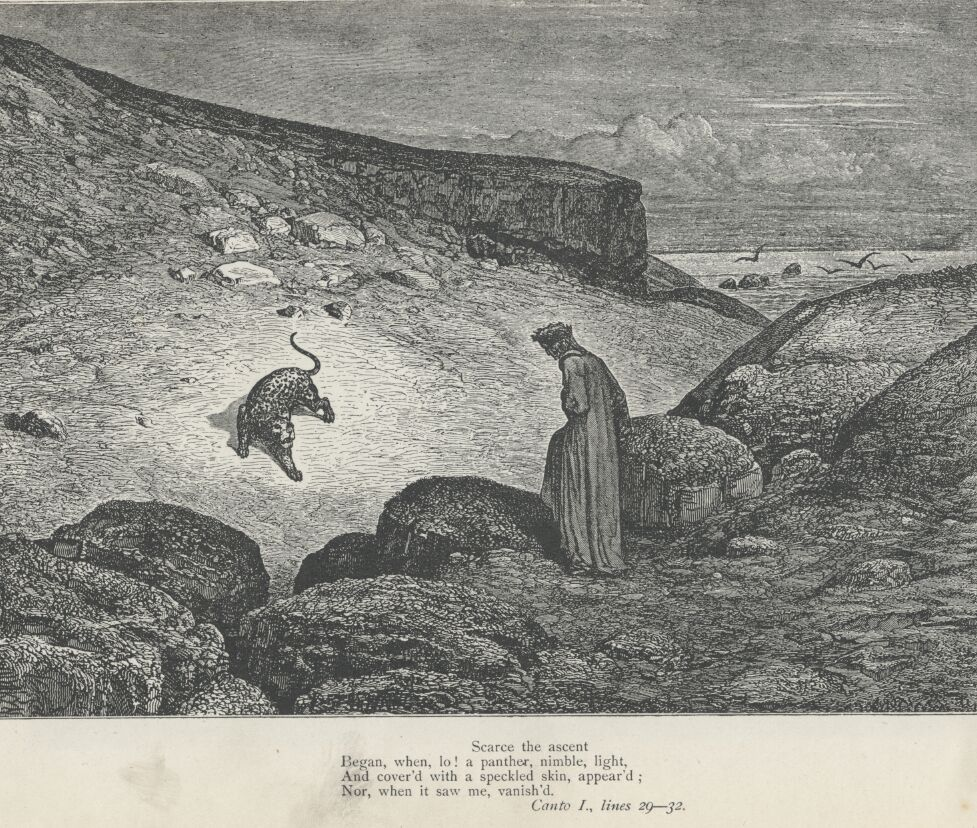
Grabado de Gustave Doré (1832-1883) representado el Infierno que describió Dante en la Divina Comedia.

Bajo el volcán iba a ser parte de una trilogía dividida, al igual que la Divina Comedia, en Purgatorio (Lunar Caustic), Paraíso (In Ballast to the White Sea) e Infierno (Bajo el volcán), aunque finalmente el proyecto se quedó solamente en esta novela. La obra comenzó como un cuento (Fiesta at Chapultepec) que el autor fue ampliando con el paso de los años. Lowry llegó a escribir hasta tres versiones previas del relato; la última de ellas fue rechazada hasta trece veces por distintos editores. La versión definitiva del relato la escribió en un bosque de la Columbia Británica, donde se había trasladado después de ser deportado de México, durante un período en el que el autor se mantuvo alejado del alcohol. Allí vivía con su segunda esposa, Margerie Bonner, en una cabaña que había construido junto al mar. Durante un incendio en la casa desaparecieron gran parte de sus escritos, pero Margerie logró rescatar el manuscrito de la novela.
La cuarta versión de la obra, terminada en 1944 durante la Navidad, fue rechazada de primeras por el editor Jonathan Cape a menos que Malcolm Lowry cortara algunos capítulos de la novela. Cape había contratado a una persona, William Plomer, para que leyera el relato y este consideró que la caracterización de los personajes era pobre y que la lectura era bastante aburrida, sobre todo los capítulos 1 y 6. Lowry respondió al editor con una carta donde defendía la integridad de la novela. Finalmente se publicó en Estados Unidos el 19 de febrero de 1947 por la editorial Reynal & Hitchcock y en el Reino Unido el 1 de septiembre de ese mismo año por la editorial Jonathan Cape.

## Argumento

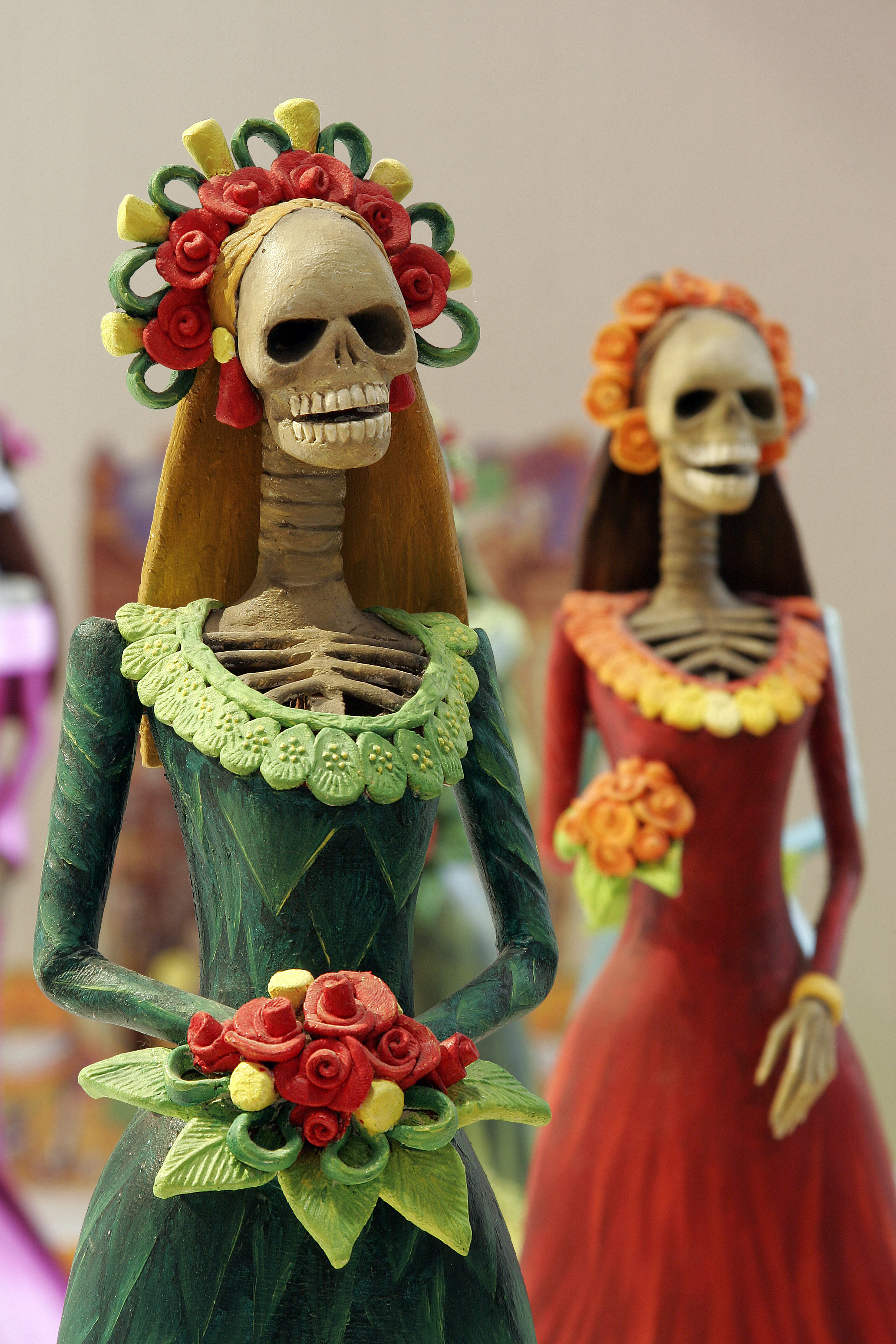
Durante el Día de Muertos acontecen los hechos narrados en Bajo el volcán.

Exceptuando el primer capítulo, la historia acontece en el año 1938, durante el Día de Muertos, y narra la caída en desgracia de Geoffrey Firmin, un exconsul británico alcohólico. La acción transcurre en la ciudad mexicana de Cuernavaca (Cuauhnáhuac en náhuatl).
El primero de los doce capítulos de los que consta el libro narra la conversación de dos amigos, Jacques Laruelle y el doctor Vigil, el 2 de noviembre de 1939. En ella recuerdan la muerte de un amigo común, el excónsul Geoffrey Firmin, acontecida justo un año antes. A partir de aquí el relato recoge lo que sucedió ese día.

### 2 de noviembre de 1938
Yvonne Firmin se reencuentra con Geoffrey Firmin en el bar del hotel Bella Vista con la intención de salvar su relación, después de que Yvonne le abandonara un año antes. El encuentro se produce a las siete de la mañana y el excónsul ya presenta síntomas de ebriedad. De allí deciden ir a casa de Geoffrey. Durante la conversación este reprocha de forma velada las infidelidades que su exmujer cometió, entre ellas una con el hermanastro del excónsul, Hugh, que actualmente reside con él.

## Adaptaciones

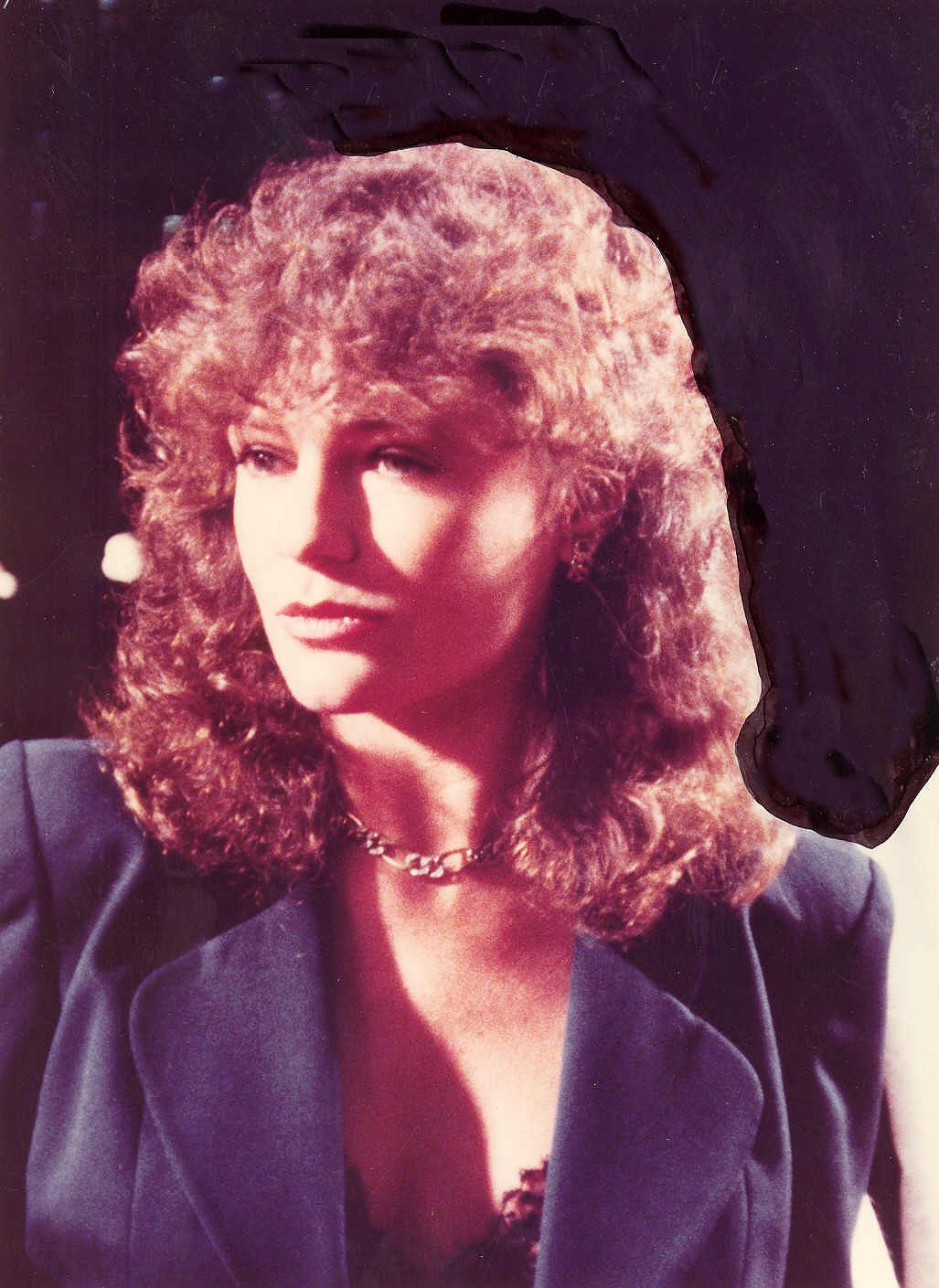
La actriz británica Jacqueline Bisset interpretó a Yvonne Firmin en la película Bajo el volcán (1984).

En 1984 John Huston rodó la película homónima basada en la novela, protagonizada por Albert Finney, Jacqueline Bisset, Anthony Andrews, Katy Jurado, Ignacio López Tarso y James Villiers. Fue candidata a dos premios Óscar (Albert Finney como mejor actor y a la mejor banda sonora original) y a la Palma de Oro del Festival de Cannes.
En 2005 Ignacio Ortiz dirigió la adaptación Mezcal, basada en esta obra literaria. Fue, en 2006, la película ganadora de más galardones en la ceremonia de entrega de los premios Ariel.
En el año 2010 el dramaturgo David Hevia realizó una versión teatral de la obra, de título Por el gusto de morir bajo el volcán. Además de los personajes que ya aparecen en la novela, Hevia incorpora al mismo autor de esta, Malcolm Lowry.
Jean-Claude Carrière, colaborador frecuente de Luis Buñuel, rechazó en dos ocasiones el adaptar esta novela. En ambas, tanto él como el realizador español, leyeron la novela y, al "no encontrar una película detrás del libro", declinaron la oferta.